# Arola (Vico Equense)
Arola è una delle tredici frazioni di Vico Equense, nella città metropolitana di Napoli.
Posizionata in una zona strategica, in termini di estensione demografica ha più di 2000 abitanti.

## Geografia
Posizionata su una collina, è collegata tramite strade secondarie alla costiera sorrentino-amalfitana attraverso Piano di Sorrento tramite la strada forestale di Casa Nocillo  e a Castellammare di Stabia seguendo la strada principale e tramite la galleria di Seiano. Gli antichi sentieri di via Grottelle e dei Camaldoli (sentiero di Alberi che parte dalla torre del Calvaruso) collegano Arola a Meta di Sorrento; in particolare, il secondo connette questo casale con via Mirto, tratto dell'antichissima strada di epoca pre-romana (VI se. a. C.) denominata via Minervia (dal tempio alla dea Minerva sito alla punta Campanella) che collegava Nocera con Punta Campanella.

## Monumenti e luoghi d'interesse
Arola vanta numerose zone di grande interesse paesaggistico:
- Le vie dell'acqua, numerose sorgenti danno origine a pozzi pubblici e privati, disseminati in tutto il territorio arolese che era segnato da numerose vie dell'acqua che conducevano a Meta, attraverso il sentiero di via Grottelle, ad Alberi, attraverso l'omonimo sentiero che parte dai Camaldoli, a Fornacelle, dal sentiero che fiancheggiando la torre dei Camaldoli giungeva a via Boza, attraversando via Raffaele Bosco.
- Collina di Astichiano, anche nota come collina dei Camaldoli: zona collinare panoramica, si affaccia da un lato sulla penisola sorrentina, dall'altro sul golfo di Napoli. Grazie proprio alla sua posizione, e al suo isolamento, divenne la sede di un Eremo Camaldolese Coronese nel 1607.
- Torre di guardia, di epoca angioino-aragonese posta tra le colline del Calvaruso e dei Camaldoli (oggi Museo della Maiolica e sede dell'Associazione culturale parola all'Eremo). La collezione di antiche riggiole ospitata presso la torre-museo dei Camaldoli comprende circa 500 esemplari di fattura vietrese, napoletana e siciliana prodotti tra i secoli XV e XIX.
- Tordigliano (Chiosse): altra zona di interesse paesaggistico, si trova sulla costiera amalfitana, ma appartiene territorialmente ad Arola.
- Monte Vico Alvano (Cisterne): Zona collinare che affaccia sulla costiera amalfitana e offre uno scorcio su Positano.
- Resti della Cappella diruta di Santa Trifomena costruita intorno al 1400 (lungo la Raffaele Bosco)
- Carrubi secolari lungo il sentiero pedonale di via Grottelle (coperto da un selciato originale di pietre calcaree ed arenarie) che collega Arola con Meta di Sorrento
- Mulino ad acqua con gora interna alle mura ed archi a sesto acuto, tardo quattrocentesco in via Grottelle (versante vicano).
- Cappella di Sant'Anna e San Gioacchino (Zona Ara Aiello): costruita a fine '800 e inizio '900. La celebrazione di questi Santi avviene il 26 Luglio e viene festeggiata con il tradizionale triduo.
- Piazza S. Antonino Abate e la statua in marmo del Santo che accoglie alla sua base un grosso ramo della quercia secolare piantata, secondo la tradizione, dall'eremita Antonino durante i suoi frequenti passaggi ad Arola scendendo dal Monte Faito per recarsi al monastero di Sorrento di cui era Priore.
- Alla base del Simulacro è possibile ammirare riproduzione di alcune foto ritraenti la quercia secolare negli anni '60, prima del suo abbattimento, e riproduzione dell'acquerello del 1845 che ritrae la piazza con la grande quercia (di Giacinto Gigante) esposto presso il Museo Nazionale di Capodimonte a Napoli.
- Altri monumenti sono: la cava di pietra presso via dei Camaldoli, un anfiteatro naturale un tempo sede della scuola-lavoro comunale dedicata alla estrazione, lavorazione e messa in opera della pietra calcarea locale per la realizzazione di murature in 'pietra a secco' , caratterizzata da un carrubo che è stato recentemente rimesso a dimora in ricordo del suo imponente predecessore.

## Manifestazioni culturali e gastronomiche
I percorsi sentieristici del casale di Arola permettono di apprezzare esempi di selciato originale in pietra calcarea in buono stato di conservazione (i.e. sentiero di via Grottelle che conduce a Meta di Sorrento; via Tuoro; laterale privata di via Buonocore, parte terminale di via Aiello) di architettura rurale ed, in particolare, manufatti rurali con le tipiche volte estradossate (anche dette "a botte") costruite in lapillo battuto; antichissime vere di cisterne e pozzi; portali sette- ed ottocenteschi in pietra vesuviana e/o piperno con le datazioni scolpite sulle chiavi di volta; antichi frantoi e vecchie calcare. 
Con scadenza biennale si tiene un Certamen leopardiano nell'ambito di convegno ed associato Reading dedicati al poeta recanatese e promossi dell'associazione culturale Parola all'Eremo.  
La "sagra del riavulillo" si tiene ad Arola ogni anno a inizio agosto. Durante questa festa i visitatori possono degustare il riavulillo (formaggio tipico arolese, con all'interno un'oliva e un peperoncino piccante, donde il nome, che nel dialetto locale significa diavoletto [con il fenomeno fonetico d>r]) e tanti altri prodotti tipici di Arola come il provolone del monaco (formaggio leggermente piccante, il cui nome è dovuto alla secolare presenza del monastero camaldolese di Astapiana) e la porchetta.
Durante la sagra (che dura in tutto tre giorni) si possono anche ammirare oggetti dell'artigianato arolese. La sagra coinvolge adulti, anziani e bambini che vengono intrattenuti ogni sera da gruppi di cantanti che si esibiscono sul sagrato della chiesa di S. Antonino (dove si svolge la sagra).